# Meroktenos
Genre
Espèce
Synonymes
- Melanorosaurus thabanensis Gauffre, 1993

Meroktenos est un genre fossile de dinosaures sauropodomorphes du Trias supérieur. Les restes fossiles de l'unique espèce, Meroktenos thabanensis, proviennent de la formation géologique d'Elliot, au Lesotho.

## Systématique
Le genre Meroktenos a été créé en 2016 par les paléontologues français Claire Peyre de Fabrègues (d) et Ronan Allain.
L'espèce Meroktenos thabanensis a été initialement décrite en 1993 par le paléontologue français François-Xavier Gauffre (d) sous le protonyme de Melanorosaurus thabanensis.

## Étymologie
Son épithète spécifique, composée de thaban[a] et du suffixe latin -ensis, « qui vit dans, qui habite », lui a été donnée en référence au lieu de sa découverte, le plateau Thabana Morena (d), une montagne du Lesotho.

## Publication originale
- Genre Meroktenos :
  - (en) Claire Peyre de Fabrègues et Ronan Allain, « New material and revision of Melanorosaurus thabanensis, a basal sauropodomorph from the Upper Triassic of Lesotho », PeerJ, PeerJ Publishing (d), vol. 4,‎ 2016, e1639 (ISSN 2167-8359, OCLC 793828439, PMID 26855874, PMCID 4741091, DOI 10.7717/PEERJ.1639, lire en ligne).
- Espèce Meroktenos thabanensis, sous le taxon Melanorosaurus thabanensis :
  - (en) F-X. Gauffre, « Biochronostratigraphy of the lower Elliot Formation (Southern Africa), and preliminary results on the Maphutseng dinosaur (Saurischia: Prosauropoda) from the same formation of Lesotho », New Mexico Museum of Natural History and Science Bulletin, vol. 3,‎ 1993, p. 147–149 (ISSN 1524-4156).